# Kajakarstwo na Letnich Igrzyskach Olimpijskich 1936 – C-2 1000 m mężczyźni
Zawody w kajakarstwie klasycznym kanadyjek (C2) na dystansie 1000 m mężczyzn na Letnich Igrzyskach Olimpijskich 1936 zostały rozegrane 8 sierpnia 1936 r. W zawodach wzięło udział 10 zawodników z 5 państw. Z uwagi na małą liczbę uczestników zawody składały się wyłącznie z finału.

## Rezultaty

### Finał
| Poz. | Zawodnik                     | Reprezentacja     | Czas   |
| ---- | ---------------------------- | ----------------- | ------ |
|      | Vladimír Syrovátka Jan Brzák | Czechosłowacja    | 4:50,1 |
|      | Rupert Weinstabl Karl Proisl | Austria           | 4:53,8 |
|      | Frank Saker Harvey Charters  | Kanada            | 4:56,7 |
| 4    | Hans Wedemann Heinrich Sack  | III Rzesza        | 5:00,2 |
| 5    | Clarence McNutt Robert Graf  | Stany Zjednoczone | 5:14,0 |